# Cliffhanger

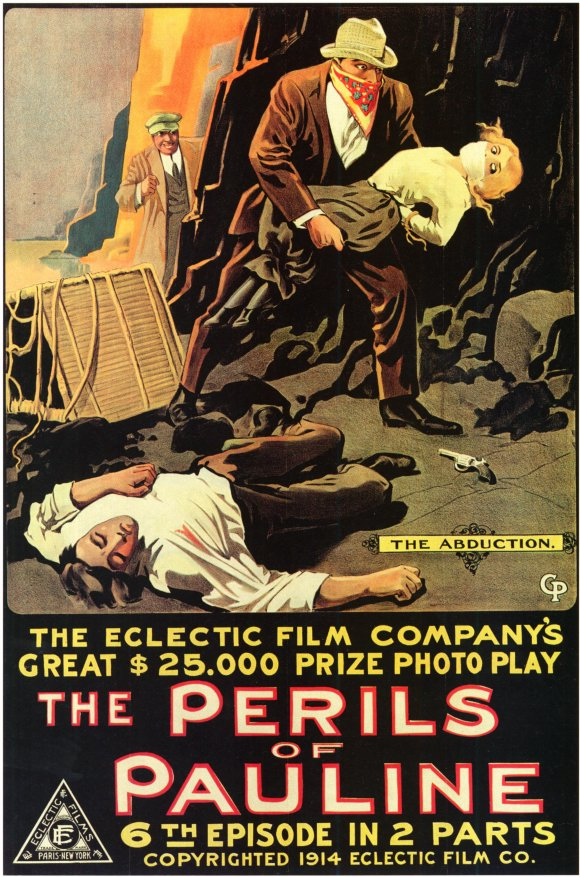
Plakat serialu kinowego The Perils of Pauline (1914), który spopularyzował termin „Cliffhanger” w filmie

Cliffhanger (ang. „zawieszenie na krawędzi klifu”) – zabieg fabularny, polegający na nagłym "zawieszeniu" lub "ucięciu" akcji w sytuacji pełnej napięcia, w najbardziej emocjonującym momencie, w którym główni bohaterowie znajdują się w trudnej sytuacji, nawet zagrażającej życiu, która ma wielkie znaczenie dla rozwoju fabuły. Stosowany zazwyczaj na zakończenie odcinka danej serii w serialach telewizyjnych, w literaturze (kryminalnej, przygodowej, ale nie tylko), np. na zakończenie pierwszej części z dylogii, filmach fabularnych i anime. Stanowi typ tzw. zakończenia niedomkniętego, łączącego się ze zjawiskiem psychologicznym zwanym efektem Zeigarnik, który stwierdza, że niedokończone zadania lepiej zapadają w pamięć niż te ukończone ze względu na związaną z nimi frustrację. Intencją cliffhangera jest wzbudzenie zainteresowania widzów, by ci powrócili przed telewizory po wakacyjnej przerwie, przeczytali kolejną część książki, obejrzeli kolejny odcinek serialu, następną część filmu. Zamiar przyciągnięcie odbiorcy w celu spełnienia potrzeby domknięcia poznawczego, zachęcenie do dyskusji widzów nad potencjalnym rozwojem fabuły, wywołanie reakcji emocjonalnej u widza, który identyfikuje się i empatyzuje z daną postacią, bądź ją potępia. Im bardziej zależy odbiorcy na bohaterze, tym bardziej jest rozemocjonowany i zaangażowany w rozwiązanie zawieszonej (suspensowanej) akcji. Cliffhanger nadaje dziełu (książce, serialowi, filmowi) szczególny rytm. Cliffhanger łączy się także z binge-watchingiem.

## Przykłady
Znanym przykładem cliffhangera był odcinek  serialu telewizyjnego „Kto zabił JR” zamykający trzecią serię serialu Dallas. Posunięcie to przyniosło filmowi niebywały sukces. Innym klasycznym przykładem była tzw. „mołdawska masakra” w serialu Dynastia w 1985, kiedy to ludzie zebrani na weselu córki głównego bohatera i księcia Mołdawii zostali zaatakowani przez terrorystów. Miłośnicy serialu zastanawiali się przez kilka miesięcy, kto przeżył strzelaninę podczas wesela.
Przykładem tego zabiegu w literaturze jest śmierć Sherlocka Holmesa w opowiadaniu Ostatnia zagadka opublikowanym w zbiorze opowiadań z 1893 roku. Główny bohater serii opowiadań i powieści Arthura Conana Doyle’a spada wraz ze swoim odwiecznym wrogiem, Profesorem Moriartym do wodospadu. Miało to być oficjalne zakończenie serii, jednakże wskutek licznych protestów fanów detektyw powraca po 12 latach w opowiadaniu Pusty dom.
Charles Dickens publikował Magazyn osobliwości w odcinkach. Historia wywołała takie zainteresowanie, że czytelnicy podobno stali w porcie w Nowym Jorku w oczekiwaniu na statek z Anglii z kopiami magazynu zawierającego następny rozdział serii.
W Polsce cliffhangery stosował z powodzeniem w swoich powieściach Henryk Sienkiewicz („Bar...wzięty!”), który publikował swoje książki w odcinkach na łamach czasopism. Używała ich także Zofia Kossak w Krzyżowcach. Natomiast w filmie znanym przykładem był serial Czarne chmury w reżyserii Andrzeja Konica, gdzie niemal każdy odcinek urywał się w chwili, gdy na ekranie trwała walka lub pojedynek.
Zdarza się, że cliffhanger jest zakończeniem serialu, m.in. w sytuacjach, gdy decyzja o rezygnacji z produkcji dalszych odcinków zostaje podjęta po albo równocześnie z powstaniem finałowego odcinka serii. Wówczas widzowie nigdy nie dowiadują się, jak rozwiązana została kryzysowa sytuacja. Tak stało się m.in. w  serialach Karolina w mieście (ang. Caroline in the City), Asy z klasy (ang. Popular) oraz w Dynastii Colbych.
Popularne cliffhangery w serialach pojawiły się między innymi w Rodzinie Soprano, Przyjaciołach, Zagubionych, Grze o Tron, Miasteczku Twin Peaks czy The Walking Dead.
Przykłady filmowego cliffhangera: zakończenie wątku głównego bohatera (Neo) filmowej trylogii Matrix (zakończenie miało miejsce w trzecim filmie serii, Matrix Rewolucje). Maszyny pozostawiają leżącego bez ruchu Neo, który właśnie wygrał ostateczne starcie z Agentem Smithem lub też zakończenie filmu Hobbit: Pustkowie Smauga, który kończy się ujęciem smoka lecącego zniszczyć miasto, a który to wątek zostaje kontynuowany w kolejnej części filmu.
Cliffhangery pojawiają się także w japońskich serialach animowanych (anime), jednym z wielu przykładów może być m.in. zakończenie pierwszej serii anime Code Geass albo Elfen Lied.
Dosłowną interpretacją terminu cliffhanger jest zakończenie filmu Włoska robota (1969). Film wieńczy scena przedstawiająca balansujący na krawędzi przepaści autobus z rabusiami i skradzionym przez nich ładunkiem złota.